# NGC 4637
NGC 4637 ist eine Linsenförmige Galaxie im Sternbild Jungfrau auf der Ekliptik. Die Galaxie wird unter der Katalognummer VVC 1945 als Teil des Virgo-Galaxienhaufens gelistet. Gemeinsam mit NGC 4638 bildet sie ein Galaxienpaar, sie ist dabei der größere Partner.

Im selben Himmelsareal befinden sich u. a. die Galaxien NGC 4638, NGC 4647, NGC 4649, NGC 4667.
Das Objekt wurde am 1. März 1854 vom irischen Astronomen R. J. Mitchell, einem Assistenten von William Parsons, entdeckt. Eine Notiz aus der Entdeckungszeit beschreibt sie als „considerably bright, small, like a 10th-magnitude star“.